# West Tisbury
West Tisbury es un pueblo ubicado en el condado de Dukes en el estado estadounidense de Massachusetts. En el Censo de 2010 tenía una población de 2.740 habitantes y una densidad poblacional de 25,33 personas por km².

## Geografía
West Tisbury se encuentra ubicado en las coordenadas 41°23′40″N 70°39′23″O / 41.39444, -70.65639. Según la Oficina del Censo de los Estados Unidos, West Tisbury tiene una superficie total de 108.17 km², de la cual 64.83 km² corresponden a tierra firme y (40.06%) 43.34 km² es agua.

## Demografía
Según el censo de 2010, había 2.740 personas residiendo en West Tisbury. La densidad de población era de 25,33 hab./km². De los 2.740 habitantes, West Tisbury estaba compuesto por el 94.85% blancos, el 0.91% eran afroamericanos, el 0.62% eran amerindios, el 0.69% eran asiáticos, el 0.04% eran isleños del Pacífico, el 0.91% eran de otras razas y el 1.97% pertenecían a dos o más razas. Del total de la población el 1.28% eran hispanos o latinos de cualquier raza.